# Damalina bicolora
Damalina bicolora är en tvåvingeart som beskrevs av Tomasovic 2007. Damalina bicolora ingår i släktet Damalina och familjen rovflugor.
Artens utbredningsområde är Kambodja. Inga underarter finns listade i Catalogue of Life.